# Allerslev Sogn (Lejre Kommune)
 For alternative betydninger, se Allerslev Sogn. (Se også artikler, som begynder med Allerslev Sogn)
Allerslev Sogn er et sogn i Lejre Provsti (Roskilde Stift).
I 1800-tallet var Allerslev Sogn anneks til Osted Sogn. Begge sogne hørte til Voldborg Herred i Roskilde Amt. Osted-Allerslev sognekommune blev senere delt, så hvert sogn blev en selvstændig sognekommune. Inden kommunalreformen i 1970 indgik både Osted og Allerslev i Lejre Kommune.
I Allerslev Sogn ligger Allerslev Kirke.
I sognet findes følgende autoriserede stednavne:
- Allerslev (bebyggelse, ejerlav)
- Blæsenborg (bebyggelse)
- Herthadal (areal)
- Hulegård (bebyggelse, ejerlav)
- Ledreborg (ejerlav, landbrugsejendom)
- Lejre (bebyggelse, ejerlav)
- Tokkerup (bebyggelse, ejerlav)